# NGC 7632
NGC 7632 é uma galáxia lenticular (SB0) localizada na direcção da constelação de Grus. Possui uma declinação de -42° 28' 49" e uma ascensão recta de 23 horas, 22 minutos e 00,9 segundos.
A galáxia NGC 7632 foi descoberta em 5 de Setembro de 1834 por John Herschel.